# عمران نيازي
عمران نيازي (1 يناير 1986 بباكستان - ) هو لاعب كرة قدم باكستاني في مركز الوسط. شارك مع منتخب باكستان لكرة القدم. أما مع النوادي، فقد لعب مع نادي أفغان وWAPDA F.C. ‏.

## وصلات خارجية
- عمران نيازي على موقع قاعدة بيانات كرة القدم.إي يو (الإنجليزية)
- عمران نيازي على موقع ناشيونال فوتبول تيمز (الإنجليزية)
- عمران نيازي على موقع GSA (الإنجليزية)